# Enypnium obscura
Enypnium obscura är en tvåvingeart som först beskrevs av Jacques-Marie-Frangile Bigot 1891.  Enypnium obscura ingår i släktet Enypnium och familjen vapenflugor.
Artens utbredningsområde är Elfenbenskusten. Inga underarter finns listade i Catalogue of Life.